# Рогачёв, Дмитрий Михайлович
Дмитрий Михайлович Рогачёв (19 ноября [1 декабря] 1851 — 24 января [5 февраля] 1884) — российский революционер-народник, один из организаторов «хождения в народ».

## Биография
Родился в 1851 году в Орловской губернии в дворянской семье. Окончил Орловскую военную гимназию и 1 военное (Павловское) училище. Служил в артиллерии и вышел в отставку поручиком. В 1872 становится студентом Технологического института. Сблизился с петербургскими пропагандистами. Был близок с кружком чайковцев, посещал собрания рабочих на квартире Низовкина. В Орле в 1873 пытался сблизиться с кузнецами и устроиться на службу народным учителем. Вернулся в Петербург, устроился на Путиловский завод рабочим, через месяц ушёл. Познакомился с Синегубом осенью 1873, поселился за Невской заставой и вел пропаганду среди рабочих. В ноябре того же года вместе с Кравчинским под видом пильщика вел пропаганду в Тверской губернии. Арестован и бежал, находился на нелегальном положении. Жил в Москве, затем переехал в Городищенский уезд к Войноральскому, который берет его письмоводителем под фамилией Василия Петровича Орлова. Пропагандировал среди крестьян. В 1874 году возглавлял кружок местной революционной молодежи. В мае переехал в Саратов под фамилией Николай Куликов. 31 мая 1874 бежал в Тамбов. Летом 1874 работал бурлаком, чернорабочим, коробейником. В августе 1876 вернулся в Петербург и 14 августа арестован под фамилией Звонников Иван. Опознан Низовкиным и за участие с 23 августа находился в Петропавловской крепости. За составление противозаконного сообщества и участие в нём предан суду 5 мая 1877 года (Процесс ста девяноста трёх). Отказался отвечать на вопросы суда. Признан виновным в январе 1878 года. Приговорен к 10 годам каторги. Отправлен в Новобелгородскую, затем в Новоборисоглебскую каторжные и Мценскую пересыльную тюрьму, откуда в переведен на Карийскую каторгу в 1882 году, где скончался от воспаления легких в январе 1884 года.

## Семья
- Жена — Вера Павловна Рогачёва, урождённая Карпова, по второму мужу Свитыч (1851—1895[1]), родилась в Орловской губернии в семье надворного советника, почтмейстера. Её младший брат — также народник, позднее драматург Евтихий Карпов. Училась в Орловской гимназии, но курс не кончила из-за замужества. Осенью 1873 года жила в Москве и участвовала в работе кружка Долгушина. Привлечена к дознанию о тайном кружке, но 28.08.1875 дело прекращено по высочайшему повелению. В конце 1873 вместе с Клеопатрой Блавдзевич переехала в Санкт-Петербург, где участвовала в кружке «вспышкопускателей» Чернышёва-Каблица. 12.12.1873 обыскана и арестована по делу Д. М. Рогачёва, вскоре освобождена. С февраля 1874 под именем Авдотьи Даниловой работала на Охтенской прядильной фабрике, где вела антиправительственную пропаганду. С марта 1874 вместе с Е. К. Брешковской пропагадировала крестьян в имении Горяны Витебской губернии. Участвовала в Киевской коммуне под конспиративным именем «Дунька». Вместе с Т. Стронской вела пропаганду, работая на огородах Киево-Печерской лавры. Планировала покушение на шефа жандармов. Осенью 1874 арестована в Санкт-Петербурге. Содержалась в Петропавловской крепости и Доме предварительного заключения[2].